# NGC 5747
NGC 5747 é uma galáxia espiral (Sb) localizada na direcção da constelação de Boötes. Possui uma declinação de +12° 07' 55" e uma ascensão recta de 14 horas, 44 minutos e 20,7 segundos.
A galáxia NGC 5747 foi descoberta em 15 de Março de 1784 por William Herschel.